# ارجع إلى بولندا (شعار)
ارجع إلى بولندا هو شعار موجه إلى الإسرائيليين واليهود. وقد أثارت أمثلة على استخدام هذا الشعار انتقادات واتهامات بمعاداة السامية عندما تم سماعه في الاحتجاجات المؤيدة لفلسطين في أوروبا وأميركا الشمالية أثناء حرب غزة.

## السياق التاريخي
يرجع المؤرخ روبن دوغلاس أصل المشاعر المتجسدة في شعار "ارجع إلى بولندا" إلى البروتستانتية في القرن التاسع عشر، عندما كان يُنظر إلى اليهود على أنهم منفيون وغير أوروبيين أصليين. ومع موجة الهجرة اليهودية إلى أوروبا الغربية في بداية القرن العشرين، بدأ النظر إلى اليهود الوافدين مرة أخرى باعتبارهم أجانب ومستعمرين لأوروبا الغربية. بحلول ثلاثينيات القرن العشرين، أصبحت عبارة "العودة إلى فلسطين" إهانة شائعة معادية للسامية.

### في إطار الصراع الإسرائيلي الفلسطيني
في الخطاب الفلسطيني، ظهرت فكرة الصهيونية باعتبارها استعمارًا استيطانيًا في ستينيات القرن العشرين أثناء إنهاء الاستعمار في أفريقيا والشرق الأوسط، ثم عادت للظهور في الأوساط الأكاديمية الإسرائيلية في التسعينيات بقيادة علماء إسرائيليين وفلسطينيين، وخاصة المؤرخين الجدد، الذين دحضوا بعض الأساطير التأسيسية لإسرائيل واعتبروا النكبة مستمرة. ومن خلال هذا الإطار  أن بعض الفلسطينيين طالبوا الإسرائيليين الذين هاجروا إلى منطقة فلسطين (أو أرض إسرائيل ) بالعودة إلى "أرضهم الأصلية".

## الاستخدام
في عام 1938، طُلب السياسي البريطاني روبرت باور من عضو البرلمان اليهودي المولود في لندن إيمانويل شينويل "العودة إلى بولندا".
في عام 2000، طُلب من طالب يهودي في جامعة كاليفورنيا بإيرفين "العودة إلى روسيا". وزُعم أن الشعار نفسه استُخدم في دعوى قضائية ضد مظاهرة مؤيدة لإسرائيل في جامعة ولاية سان فرانسيسكو عام 2002.
في يونيو 2010، تقاعدت هيلين توماس، عميدة هيئة الصحافة في البيت الأبيض سابقًا، من منصبها في هيرست بعد أن صرحت بأن اليهود الإسرائيليين يجب أن "يعودوا" إلى بولندا وألمانيا وأميركا.

### احتجاجات جامعة غزة بسبب الحرب
سُمع شعار "ارجع إلى بولندا" في الاحتجاجات المناهضة للحرب على غزة في احتجاجات الحرم الجامعي بعد هجمات السابع من أكتوبر. في نوفمبر 2023، تم إطلاق الشعار على الطلاب اليهود في كلية كوينز، جامعة مدينة نيويورك. في كندا، تم إيقاف الأستاذة يانيس عرب من جامعة مونتريال عن العمل بعد أن صرخت قائلة "عودي إلى بولندا" خلال احتجاج في نوفمبر 2023. وكان الشعار موجهًا أيضًا إلى الطلاب في الاحتجاجات بجامعة كولومبيا، وفي جامعة ستانفورد، وفي كلية لندن الجامعية. في يونيو 2024، طلب المتظاهرون في جامعة كاليفورنيا في لوس أنجلوس من حاخام حاباد "ارجع إلى بولندا أو أوكرانيا" و"العودة إلى أوروبا". أفاد عضو البرلمان هاوسفاذر أن عبارة "ارجعوا إلى بولندا" كانت تُردد في معسكرات الجامعة في عام 2024، وأظهرت مقاطع فيديو أن هذا التعبير كان يُردد في الاحتجاجات في تورنتو.

## تحليل
في عام 2016، حلل روسي جاسبال التصريحات والمشاعر السائدة في الصحافة الإيرانية التي تُطالب اليهود الإسرائيليين "بالعودة إلى أصولهم". وكتب جاسبال أن هذه التصريحات تهدف إلى نزع الشرعية عن أي صلة تاريخية لليهود بإسرائيل، على عكس الفلسطينيين الأصليين. ويقول إن وصف الإسرائيليين بأنهم "يهود صهاينة أشكنازي من أوروبا"، على الرغم من أن معظم الإسرائيليين من أصول غير أوروبية، يهدف إلى تصوير إسرائيل باعتبارها احتلالاً عنصرياً متجذراً في السياسات الاستعمارية الأوروبية.
في كتابه الصادر عام 2024 بعنوان "أين اليهود في وطنهم؟" يؤكد روبن دوغلاس أن الشعار هو دعوة معادية للسامية ويجب النظر إليها ضمن السياق التاريخي الأوسع لليهود باعتبارهم " غرباء في أوروبا " وأنهم مُكلفون خارجيًا بـ "رؤاهم الأخلاقية والسياسية". يزعم دوغلاس والمحامي ناثان لوين أن الشعارات هي استمرار للدعوات الموجهة لليهود للانتقال إلى فلسطين خلال الحقبة النازية. يتأمل لوين الخطاب المعادي للسامية المعاصر، ويرسم مقارنة تاريخية مع تجربة والده في لودز عام 1937، حيث قيل له "اذهب إلى فلسطين". يزعم لوين أن كلا التعبيرين يعملان كهجمات إقصائية متجذرة في معاداة السامية المستمرة، والتي كانت موجهة آنذاك إلى اليهود الذين يعيشون في أوروبا، والآن إلى اليهود الذين يدعمون إسرائيل أو يعيشون فيها.
أشار تقرير صادر عام 2024 عن اللجنة الاستشارية اليهودية بجامعة ستانفورد إلى أن شعار "العودة إلى بروكلين"، الذي سمع خلال الاحتجاجات في الحرم الجامعي، "جزء من المعجم المعادي للسامية الأوسع نطاقًا". البروفيسور Philipp Lenhard يعتبر الشعار شكلاً من أشكال "معاداة السامية ما بعد الاستعمارية "، والتي تعبر عن الرغبة في "اختفاء اليهود، ويفضل أن يكون ذلك في أرض أوشفيتز وكيلسي". وقد اتخذ البروفيسور جيمس ر. راسل وجهة نظر مماثلة في منشور مدونة لصحيفة تايمز أوف إسرائيل عام 2024، حيث جادل بأن أولئك الذين يهتفون "ارجعوا إلى بولندا" كانوا يشيرون تحديدًا إلى معسكري الاعتقال تريبلينكا وأوشفيتز.
وصف المؤلف سيث جرينلاند هذه العبارة بأنها "غريبة ومضللة عمدًا". ووفقًا لمعالجي الصدمات ميري بار هالبرن وجاكلين وولفمان، فإن هذه العبارة هي مثال على "الاستبعاد كشكل من أشكال الإبطال الصادم [...] وإرسال رسالة مفادها أن اليهود لا ينتمون وغير مرغوب فيهم".

### في إطار الصراع العربي الإسرائيلي
في عام 2016، حلل روسي جاسبال التصريحات والمشاعر السائدة في الصحافة الإيرانية التي تُطالب اليهود الإسرائيليين "بالعودة إلى أصولهم". وكتب جاسبال أن هذه التصريحات تهدف إلى نزع الشرعية عن أي صلة تاريخية لليهود بإسرائيل، على عكس الفلسطينيين الأصليين. ويقول إن وصف الإسرائيليين بأنهم "يهود صهاينة أشكنازي من أوروبا"، على الرغم من أن معظم الإسرائيليين من أصول غير أوروبية، يهدف إلى تصوير إسرائيل باعتبارها احتلالاً عنصرياً متجذراً في السياسات الاستعمارية الأوروبية.
في كتابها الصادر عام 2022، تزعم سينا أرنولد أن استخدام اليسار لهذا الشعار ضد اليهود غير الإسرائيليين هو جزء من اتجاه يربط اليهود سلبًا بإسرائيل، ويُلامون على السياسة الإسرائيلية. تستشهد بحالة تجمعٍ مناهضٍ للتحديث العمراني نظمته حركة "حياة السود مهمة" عام 2015 أمام صيدلية ماريجوانا في سياتل، حيث طُلب من المالك اليهودي "العودة إلى ألمانيا" و"دعوا النازيين يلاحقونكم مجددًا". وقد عُرف عن المالك في خطابٍ أُلقي خارج الصيدليّة أنه إسرائيلي خدم في جيش الدفاع الإسرائيلي. وكان المالك، على أية حال، أميركياً لم يسبق له أن زار إسرائيل، وكانت عائلته تعيش في الحي لأجيال متعددة.
ووصفت جو آن مورت من صحيفة الغارديان استخدام العبارة في سياق إسرائيل بأنه أمر مثير للسخرية، مشيرة إلى حقيقة أن غالبية السكان اليهود في إسرائيل هم أبناء أو أحفاد أولئك الذين هاجروا إلى إسرائيل، وخاصة من أوروبا ومنطقة الشرق الأوسط وشمال أفريقيا. وأشارت أيضًا إلى اليهود المزراحيين، الذين عاشوا في الشرق الأوسط وشمال أفريقيا قبل إنشاء الدولة، حيث كان عددهم يفوق عدد اليهود الأشكناز في إسرائيل، فضلاً عن وجود اليهود الهنود واليهود الإثيوبيين في إسرائيل، ومعظمهم لم يعيشوا في أوروبا أبدًا.